# Sungari Vallis
La Sungari Vallis è una struttura geologica della superficie di Marte.